# Holland River
De Holland River is een rivier in de Canadese staat Ontario die ontspringt in Oak Ridges Moraine en uitmondt in Cook's Bay.
De rivier is vernoemd naar kapitein Samuel Johannes Holland, (1729-1801), hoogste bestuurder van Brits Noord-Amerika. Holland was van Nederlandse afkomst.
- Library of Congress Control Number: sh93007193
- Nationale Bibliotheek van Israël: 987007541972205171
- Virtual International Authority File: 315527805